# Résolution 368 du Conseil de sécurité des Nations unies
Membres permanents
- Chine
- États-Unis
- France
- Royaume-Uni
- URSS

Membres non permanents
- RSS de Biélorussie
- Cameroun
- Costa Rica
- Guyana
- Iraq
- Italie
- Japon
- Mauritanie
- Suède
- Tanzanie

Résolution no 367 Résolution no 369
La résolution 368 du Conseil de sécurité des Nations unies est adoptée à 13 voix contre zéro lors de la 1 821e séance du Conseil de sécurité des Nations unies le 17 avril 1975, a rappelé les résolutions précédentes et a examiné un rapport du secrétaire général avant d'appeler les parties impliquées dans l'état de tension qui prévaut au lendemain de la guerre du Kippour à mettre immédiatement en œuvre la résolution 338. Le Conseil a ensuite renouvelé le mandat de la Force d'urgence des Nations unies (FUNU) pour une période de trois mois supplémentaires, jusqu'au 24 juillet 1975, et a demandé au Secrétaire général de présenter un rapport sur l'évolution de la situation et les mesures prises pour appliquer la résolution.
La résolution a été adoptée par 13 voix ; la Chine et l'Irak n'ont pas participé au vote.

### Sources
- (en) Cet article est partiellement ou en totalité issu de l’article de Wikipédia en anglais intitulé « United Nations Security Council Resolution 368 » (voir la liste des auteurs).

### Texte
- Résolution 368 sur fr.wikisource.org
- Résolution 368 sur en.wikisource.org